# Alluvione di Firenze del 3 novembre 1844
L'alluvione di Firenze del 3 novembre 1844 fu l'ultima grande inondazione dell'Arno che colpì il capoluogo toscano ed i suoi dintorni prima della più celebre del 4 novembre 1966.

## Storia
L'alluvione fiorentina si manifestò il 3 novembre 1844 ed ancora una volta la calamità non coinvolse solo il capoluogo ma anche diverse zone del contado: si ebbero gravissimi danni nel Mugello, in particolare nella zona di Borgo San Lorenzo, per le esondazioni della Sieve e di altri fossi minori e nella Piana di Brozzi e Campi Bisenzio.
La fine del mese di ottobre era stata caratterizzata da forti precipitazioni, che avevano fatto crescere notevolmente il livello dei fiumi. All'alba di domenica 3 novembre (ancora un giorno festivo, coincidenza fortunata che evitò numerose vittime) la furia dell'Arno in piena travolse le recenti strutture in ferro del ponte di San Niccolò, i cui pezzi per fortuna furono portati a valle dalla corrente senza danni per gli altri ponti (fu urtato solo il ponte alle Grazie ma senza danni).
Le acque invasero il centro cittadino dalle zone delle porte di Santa Croce e San Niccolò e la fortuna volle che l'allagamento avvenisse di domenica e nelle ore in cui la gente si stava recando a messa, per cui fu possibile sia dare l'allarme che tentare di salvare il salvabile portando le masserizie ai piani superiori delle case.
Le acque raggiunsero il primo piano delle case ed i soccorsi furono impediti sia dal maltempo incessante che dalla scarsità di imbarcazioni; oltretutto erano andati sommersi anche i magazzini della Dogana (si trovavano negli scantinati degli Uffizi) e quelli del Comune in via Palazzuolo. A guidare i soccorsi fu il gonfaloniere Pierfrancesco Rinuccini, che poté contare sull'aiuto dei pompieri, dei carabinieri e della polizia granducali; notevoli aiuti alle popolazioni alluvionate arrivarono anche dalle famiglie benestanti, dai cittadini stranieri che vivevano a Firenze e dalle altre città del Granducato.
Particolarmente attivo nell'organizzare i soccorsi fu il granduca Leopoldo II che, rientrato immediatamente dalla villa di Poggio a Caiano, aprì le porte di Palazzo Pitti agli sfollati, si impegnò personalmente nelle operazioni di salvataggio su una barca e si recò in visita anche nelle zone periferiche come Brozzi. Il governo granducale e le autorità cittadine si prodigarono anche in seguito nell'assistenza ai sinistrati bisognosi e furono anche effettuate alcune opere pubbliche, sia pure limitate e di dubbia efficacia, come il restauro e il rialzo delle spallette, cateratte alle fogne e la chiusura delle condutture tra il fiume e le case private.